# Prevalença
La prevalença és, en epidemiologia, una mesura de freqüència de la proporció d'individus d'un grup o una població que presenten una característica o esdeveniment determinat en un moment, o període («prevalença de període»), determinat. La prevalença d'una malaltia és el nombre de casos que presenten la malaltia, dividit pel nombre d'individus que componen el grup o la població en un determinat moment. És un paràmetre útil perquè amida la freqüència de la malaltia, i és de gran ajuda per als metges al calcular la probabilitat d'arribar a certs diagnòstics. La utilitzen normalment els epidemiòlegs, les persones encarregades de la política sanitària, les agències d'assegurances i en diferents àmbits de la salut pública.
La prevalença no ha de confondre's amb la incidència. Tot i que ambdós paràmetres mesuren la quantitat de malaltia d'una població La incidència és una mesura del nombre de casos nous d'una malaltia en un període determinat. La prevalença es refereix a tots els individus afectats, independentment de la data de contracció de la malaltia. Una malaltia de llarga durada que s'estén àmpliament en una comunitat el 2002 tindrà una alta prevalença el 2003 (assumint com durada deixa anar un any o més), però pot tenir, no obstant això, una taxa d'incidència baixa el 2003 (per exemple, la infecció per VIH pot tenir una elevada prevalença, però una baixa incidència). Per contra, una malaltia que es transmet fàcilment però de durada curta, pot tenir una baixa prevalença i una alta incidència. La prevalença és un paràmetre útil quan es tracta d'infeccions de llarga durada, com per exemple la sida, però la incidència és més útil quan es tracta d'infeccions de curta durada, com per exemple la varicel·la.

## Característiques de la prevalença
1. És una proporció. Per tant, no té dimensions i el seu valor oscil·la entre 0 i 1, encara que de vegades s'expressa com percentatge.
2. És un indicador estàtic, que es refereix a un moment temporal.
3. La prevalença indica el pes o l'abundància de l'esdeveniment que suporta la població i té la seva major utilitat en els estudis de planificació de serveis sanitaris.
4. En la prevalença influeix la velocitat d'aparició de l'esdeveniment i la seva durada. Per aquest motiu és poc útil en la investigació causal i de mesures terapèutiques.